# Thomas Jäger (Duits autocoureur)

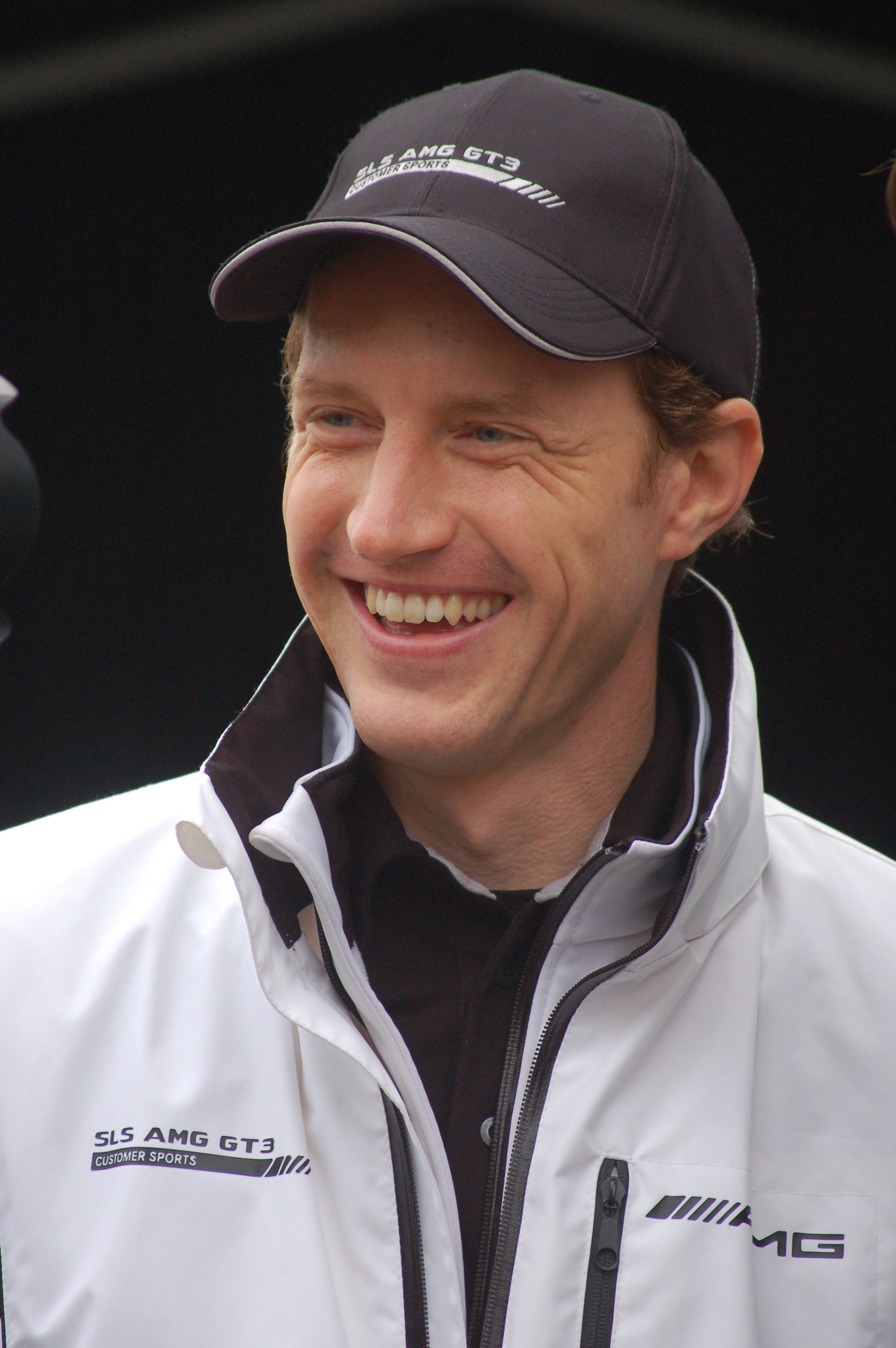
Thomas Jäger in Assen in 2011.

Thomas Jäger (Chemnitz, 27 oktober 1976) is een Duits autocoureur.

## Carrière
Jäger nam deel aan de Renault Spider Trophy in 1997. In 1998 stapte hij over naar het Duitse Formule 3-kampioenschap, waar hij in 1999 achter Christijan Albers en Marcel Fässler als derde eindigde.
Tussen 2000 en 2003 nam Jäger deel aan de DTM voor Mercedes-Benz. Hij behaalde in deze jaren twee podiumplaatsen en eindigde in 2001 als zevende in het kampioenschap.
In 2005 tekende Jäger voor het team Hotfiel Sport om deel te nemen aan het World Touring Car Championship in een Ford Focus. Hij verliet het kampioenschap echter na vier raceweekenden waarin een zeventiende plaats op Silverstone zijn beste resultaat was.
In 2006 won Jäger de Duitse Mini Challenge en stapte vervolgens over naar de Duitse Porsche Carrera Cup, waar hij in 2009 kampioen werd.
In 2010 begon Jäger als coördinator bij AMG Customer Sports.
In 2014 eindigde Jäger als tweede in de 12 uur van Bathurst in een Mercedes-Benz SLS AMG GT3 voor het team HTP Motorsport naast Maximilian Buhk en Harold Primat.